# Пасіки (Чугуївський район)
Па́сіки — село в Україні, у Зміївській міській громаді Чугуївського району Харківської області. Населення становить 685 осіб. До 2020 орган місцевого самоврядування — Великогомільшанська сільська рада.

## Географія
Село Пасіки примикає до села Безпалівка, знаходиться за 2 км від села Козачка, за 2 км села Клименівка, за 4 км від села Велика Гомільша. До села примикають великі лісові масиви (дуб), у т. ч. урочище Водяне. Поруч із селом проходить залізниця, великий сортувальний вузол, найближча станція Безпалівка.

## Історія
Село засноване в 1680 році.
За даними на 1864 рік у казенному селі Таранівської волості Зміївського повіту, мешкало 283 особи (147 чоловічої статі та 136 — жіночої), налічувалось 48 дворових господарств.
12 червня 2020 року, відповідно до Розпорядження Кабінету Міністрів України  № 725-р «Про визначення адміністративних центрів та затвердження територій територіальних громад Харківської області», увійшло до складу Зміївської міської громади.
19 липня 2020 року, в результаті адміністративно-територіальної реформи та ліквідації Зміївського району, село увійшло до складу Чугуївського району Харківської області.

## Населення

### Мова
Розподіл населення за рідною мовою за даними :
| Мова            | Кількість | Відсоток |
| --------------- | --------- | -------- |
| українська      | 597       | 87.15%   |
| російська       | 35        | 5.11%    |
| білоруська      | 1         | 0.15%    |
| інші/не вказали | 52        | 7.59%    |
| Усього          | 685       | 100%     |

## Економіка
- Беспалівське ХПП
- Д/п "Іскра"

## Об'єкти соціальної сфери
- Школа І-ІІ ст.